# Piura (ciutat)
Piura és una ciutat del nord-oest del Perú. És la capital de la Regió de Piura i de la província de Piura. La seva població és de 450.363 (2007) essent la cinquena ciutat més poblada del Perú. Compta amb un aeroport internacional i tres universitats (de Piura, Nacional de Piura i César Vallejo)
Va ser fundada pel conqueridor espanyol Francisco Pizarro l'any 1532 i va ser la tercera ciutat fundada pels espanyols a Amèrica del Sud i la primera del Perú. Originàriament va rebre el nom de San Miguel de Piura.

## Història
Els habitants originaris eren els tallanes i els yungas la cultura Muchik va acabar prenent el control i de la mescla en sortí la cultura Vicús. Segles més tard Piura va ser governada per Tupac Inca Yupanqui durant uns 40 anys abans que arribessin els espanyols.
Amb l'arribada dels espanyols a partir de 1532, es va establir l'actual cultura mestissa i criolla. Aquesta cultura va rebre les diverses influències dels pobladors d'Andalusia, Extremadura de Madagascar (esclaus), de la Xina (treballadors immigrats per treballar en l'arròs) i també de gitanos arribats en la recerca de perles.
La paraula quítxua pirhua, significa abundància.

## Clima
El sobrenom de Pirua és el de la “ciutat de l'eterna calor” donat que les seves temperatures varien molt poc al llarg de l'any i sempre són càlides. El gener (estiu austral) té una mitjana de 27 °C i el juliol (hivern austral) de 22,5 °C El clima. com el de la resta de la costa peruana i més enllà, és desèrtic la pluviometria anual és de només 64 litres.
| Dades climàtiques a Piura               | Dades climàtiques a Piura | Dades climàtiques a Piura | Dades climàtiques a Piura | Dades climàtiques a Piura | Dades climàtiques a Piura | Dades climàtiques a Piura | Dades climàtiques a Piura | Dades climàtiques a Piura | Dades climàtiques a Piura | Dades climàtiques a Piura | Dades climàtiques a Piura | Dades climàtiques a Piura | Dades climàtiques a Piura |
| Mes                                     | gen                       | febr                      | març                      | abr                       | maig                      | juny                      | jul                       | ag                        | set                       | oct                       | nov                       | des                       | anual                     |
| --------------------------------------- | ------------------------- | ------------------------- | ------------------------- | ------------------------- | ------------------------- | ------------------------- | ------------------------- | ------------------------- | ------------------------- | ------------------------- | ------------------------- | ------------------------- | ------------------------- |
| Màxima rècord °C (°F)                   | 38.9 (102)                | 38.3 (100.9)              | 39.4 (102.9)              | 38.3 (100.9)              | 37.2 (99)                 | 34.4 (93.9)               | 36.1 (97)                 | 32.8 (91)                 | 37.2 (99)                 | 33.9 (93)                 | 33.9 (93)                 | 36.7 (98.1)               | 39.4 (102.9)              |
| Màxima mitjana °C (°F)                  | 33.4 (92.1)               | 34.3 (93.7)               | 34.5 (94.1)               | 33.4 (92.1)               | 31.2 (88.2)               | 28.9 (84)                 | 28.1 (82.6)               | 28.6 (83.5)               | 29.3 (84.7)               | 29.8 (85.6)               | 30.4 (86.7)               | 32.0 (89.6)               | 31.2 (88.2)               |
| Mínima mitjana °C (°F)                  | 20.1 (68.2)               | 21.1 (70)                 | 21.0 (69.8)               | 19.6 (67.3)               | 17.1 (62.8)               | 16.4 (61.5)               | 15.5 (59.9)               | 15.4 (59.7)               | 15.5 (59.9)               | 15.8 (60.4)               | 16.6 (61.9)               | 18.0 (64.4)               | 17.7 (63.9)               |
| Mínima rècord °C (°F)                   | 14.4 (57.9)               | 17.8 (64)                 | 18.3 (64.9)               | 16.1 (61)                 | 13.3 (55.9)               | 13.3 (55.9)               | 11.1 (52)                 | 11.7 (53.1)               | 13.3 (55.9)               | 12.8 (55)                 | 11.7 (53.1)               | 11.7 (53.1)               | 11.1 (52)                 |
| Precipitació mitjana mm (polzades)      | 5.4 (0.213)               | 8.3 (0.327)               | 18.1 (0.713)              | 4.1 (0.161)               | 0.1 (0.004)               | 0.0 (0)                   | 0.7 (0.028)               | 0.0 (0)                   | 0.0 (0)                   | 1.7 (0.067)               | 1.1 (0.043)               | 0.6 (0.024)               | 40.1 (1.579)              |
| Font: World Meteorological Organization |                           |                           |                           |                           |                           |                           |                           |                           |                           |                           |                           |                           |                           |